# Римске терме
Римске терме су била јавна купатила у античком Риму. Већина римских градова је имала бар једну такву грађевину, које су биле центар јавног живота. Богатији Римљани су их обично посећивали сваког дана, док су сиромашнији једном недељно.
Римљани су јавна купатила или терме почели да користе од средине 3. века п. н. е. после освајања грчких колонија на југу Италије. Прве терме у Риму су биле једноставне и називале су се balnea, а први термални монументални комплекс је изградио конзул Агрипа. Већ у 4. веку п. н. е. у Риму су постојале 354 терме.
Најпознатије терме су биле Каракалине, Трајанове и Диоклецијанове. 
Диоклецијанове терме са својом величином од 13.000 m² су биле највећа римска грађевина икад. У њиховом средишту се данас налази црква Santa Maria degli Angeli (госпе од анђела).
Одлазак у јавно купатило у Старом Риму, представљало је исто задовољство као и одлазак у позориште или на гладијаторске борбе. Посете купатилу и приредбама су се у Риму плаћале, али су те цене биле скромне (за посету купатилу плаћао се један квадранс, дакле најмањи ковани новац који је постојао). Сви људи су имали слободан приступ на приредбу или у купатило – слободни људи, робови, жене, деца. Највећи део приватног живота проводио се на јавном месту. Купање није представљало само хигијену, него сложено задовољство, као код нас данас одлазак на плажу. Понекад су књижевници у термама читали своја дела, а ретори своје говоре.
Истраживањима се испоставило да су терме на крају постале установе за уживање. Од хеленистичког периода њихова функција није само омогућити хигијену, већ и живети на пожељан начин. Најранија јавна купатила за која се данас зна потичу из Помпеје и саграђена су почетком 1. века п. н. е. У купатилима је од тада постојало и подземно грејање; више није било довољно грејати воду у кадама и базену, него је народу понуђен простор у коме је било топло. У то време, без обзира на зиму, људи су у кућама живели у капуту.
Сиротиња је долазила да за коју пару остане сатима окружена раскоши коју јој је даровала власт, цар или нека друга угледна личност. Поред сложених инсталација за топлу и хладну воду, постојала су шеталишта и терени за спорт и игру.
За жене су постојала посебна јавна купатила. Иначе у Риму није било богате куће у којој купатило не заузима више нарочито уређених просторија, с грејањем испод пода. Није било вароши без барем једног јавног купатила, а ни без водовода, који снабдева водом купатило и јавне чесме. 
Оно што показује колико су Римљани волели јавна купатила је то што је Цицерон рекао да је гонг који је свакога дана најављивао отварање јавних купатила био слађи уху од гласа неког филозофа у школи.